# Eurotel Slovak Indoor 1999
Eurotel Slovak Indoor 1999 — жіночий тенісний турнір, що пройшов на закритих кортах з твердим покриттям Sibamac Arena у Братиславі (Словаччина). Належав до турнірів 4-ї категорії в рамках Туру WTA 1999. Турнір відбувся вперше і тривав з 18 до 24 жовтня 1999 року. Перша сіяна Амелі Моресмо здобула титул в одиночному розряді й отримала 16 тис. доларів США.

## Учасниці

### Сіяні учасниці
| Країна     | Гравчиня         | Рейтинг | Сіяна |
| ---------- | ---------------- | ------- | ----- |
| Франція    | Амелі Моресмо    | 11      | 1     |
| Франція    | Наталі Деші      | 28      | 2     |
| Словаччина | Генрієта Надьова | 33      | 3     |
| Бельгія    | Сабін Аппельманс | 35      | 4     |
| США        | Коріна Мораріу   | 38      | 5     |
| Словаччина | Каріна Габшудова | 43      | 6     |
| Австрія    | Барбара Шварц    | 50      | 7     |
| Бельгія    | Кім Клейстерс    | 54      | 8     |

### Інші учасниці
Нижче подано учасниць, що отримали вайлд-кард на вихід в основну сітку:
- Людмила Черванова
- Даніела Гантухова

Нижче наведено учасниць, що отримали вайлдкард на участь в основній сітці в парному розряді:
- Людмила Черванова /  Даніела Гантухова

Нижче наведено учасниць, що пробились в основну сітку через стадію кваліфікації в одиночному розряді:
- Рената Кучерова
- Радка Пеліканова
- Сандра Клейнова
- Каталін Мароші

Нижче наведено учасниць, що пробились в основну сітку через стадію кваліфікації в парному розряді:
- Станіслава Грозенська /  Андреа Шебова

## Фінальна частина

### Одиночний розряд
Амелі Моресмо —  Кім Клейстерс, 6–3, 6–3
- Для Моресмо це був перший титул WTA в одиночному розряді за кар'єру.

### Парний розряд
Кім Клейстерс /  Лоранс Куртуа —  Ольга Барабанщикова /  Лілія Остерло, 6–2, 3–6, 7–5